# کیوزی
کیوزی (به ایتالیایی: Chiusi) یک کومونه در ایتالیا است که در استان سیه‌نا واقع شده‌است.

## خصوصیات
کیوزی ۸٬۸۴۲ نفر جمعیت دارد و ۳۹۸ متر بالاتر از سطح دریا واقع شده‌است.

## خواهرخوانده
شهر نوی-ایزنبورگ خواهرخواندهٔ کیوزی هست.